# Filipa Cavalleri
Filipa Lopes Celestino Soares Cavalleri (ur. 6 grudnia 1973 w Lizbonie) – portugalska judoczka. Trzykrotna olimpijka. Zajęła dziewiąte miejsce w Barcelonie, szesnaste w Pekinu 1996 i odpadła w eliminacjach w Sydney 2000. Walczyła w wadze lekkiej.
Brązowa medalistka mistrzostw świata w 1995; uczestniczka zawodów w 1991, 1993, 1997 i 1999. Startowała w Pucharze Świata w latach 1991-1993 i 1995-2002. Piąta na mistrzostwach Europy w 1993 i 1994 roku.
Chorąży reprezentacji na igrzyskach olimpijskich w Barcelonie.

## Letnie Igrzyska Olimpijskie 1992
| Konkurencja | Eliminacje                   | Eliminacje                | Eliminacje                | Repasaże             | Klas. końcowa |
| Konkurencja | Przeciwnik I                 | Przeciwnik II             | 1/4                       | Przeciwnik I         | Miejsce       |
| ----------- | ---------------------------- | ------------------------- | ------------------------- | -------------------- | ------------- |
| 56 kg       | Zorica Blagojević (YUG) Z-wo | Prateep Pinitwong (THA) Z | Nicole Flagothier (BEL) P | Kate Donahoo (USA) P | 9.            |

## Letnie Igrzyska Olimpijskie 1996
| Konkurencja | Eliminacje            | Klas. końcowa |
| Konkurencja | Przeciwnik I          | Miejsce       |
| ----------- | --------------------- | ------------- |
| 56 kg       | Huang Ai-chun (TPE) P | 16.           |

## Letnie Igrzyska Olimpijskie 2000
| Konkurencja | Eliminacje               | Klas. końcowa |
| Konkurencja | Przeciwnik I             | Miejsce       |
| ----------- | ------------------------ | ------------- |
| 57 kg       | Cinzia Cavazzuti (ITA) P | I runda.      |